# Joseph Frederick Whiteaves
Joseph Frederick Whiteaves  (* 26. Dezember 1835 in Oxford; † 8. August 1909 in Ottawa) war ein britisch-kanadischer Paläontologe und Zoologe.

## Leben
Whiteaves wurde an Privatschulen in Brighton, London und Oxford erzogen und war in Oxford Mitarbeiter von John Phillips und befasste sich mit Formationen und Fossilien des Jura. Nach einem Besuch in Kanada (1861) wurde er 1863 Kurator am Museum der Natural History Society of Montreal und deren Sekretär. Er befasste sich während dieser Zeit mit Süßwasser- und Landmollusken Kanadas und marinen Wirbellosen (die er mit Schleppnetzen an der Mündung des St. Lorenz Stroms sammelte) sowie mit Fossilien des Silur und Ordoviziums aus der Umgebung von Montreal. 1875 trat er als Paläontologe dem Geological Survey of Canada bei (1876 offizieller Nachfolger von Elkanah Billings als Paläontologe des Survey), in dem er 1877 Zoologe und einer der vier stellvertretenden Direktoren wurde. Er leitete auch das Museum des Surveys und besorgte 1881 den Umzug von Montreal nach Ottawa zum neuen Hauptquartier des Surveys.
Er war einer der ersten Fellows der Royal Society of Canada (1881). Außerdem war er Fellow der Geological Society of London (1859). 1900 wurde er Ehrendoktor der McGill University. Von ihm stammen rund 150 wissenschaftliche Veröffentlichungen und er erstbeschrieb rund 450 Taxa, darunter Eusthenopteron und Anomalocaris.
1907 erhielt er die Lyell Medal.
Er war zweimal verheiratet und hatte einen Sohn und eine Tochter.